# Dvorac Siva Lubanja
Dvorac Siva Lubanja ili samo Siva Lubanja (eng. Castle Grayskull ili Greyskull) drevna je utvrda na izmišljenom planetu Eterniji i jedno od glavnih mjesta radnje u svijetu Gospodarâ svemira. Unutar dvorca čuva se tajna moći i tko ovlada njome može osigurati vlast nad čitavom Eternijom, a moguće i nad čitavim svemirom. Kako bi stekli njenu moć, često je napadaju zlikovci Skeletor, Hordak, i kralj Hiss, u nadi da će im tajne dvorca Siva Lubanja omogućiti osvajanje Eternije. Dvorac štiti Čarobnica koja čuva njegove tajne.

## Originalni mini stripoviGospodari svemira
Prvo pojavljivanje dvorca Siva Lubanja u originalnim mini stripovima datira iz 1981. godine u naslovu He-Man and the Power Sword. U tom izdanju Čarobnica je prikazana na drugačiji način u odnosu na Filmationovu verziju te je prikazana kao osoba zelene boje kože koja nosi zmijski oklop, kakav u kasniji mini stripovima nosi Teela. Zapravo, Čarobničino ime je Teela-Na, što dovodi u vezu Teelu i Čarobnicu. Tek u kasnijim mini stipovima otkriveno je da je Teela nastala separacijom od Čarobnice koju je proveo Skeletor kako bi je oslabio i odgojio Teelu kao zlu ratnicu.
U mini stripovima dvorac Siva Lubanja okupira i Duh koji brani dvorac oz zlih sila, a javlja se u obliku velike transparentne lubanje obavijene dimom. Dvorac se opisuje kao drevan, nastao u razdoblju prije Velikog rata te se smtra naslijeđem propale visokotehnološke civilizacije.

## Filmationova serija
U prvoj animiranoj seriji, He-Man i Gospodari svemira (1983. – 1985.), saznajemo da u Sivoj Lubanji živi Čarobnica, koja čuva tajnu moć od svih onih što bi je zloupotrijebili. Iako je uglavnom prikazana izvana, Siva Lubanja ima nekoliko zanimljivih odaja: prijestolnicu, prostoriju za teleportaciju, laboratorij, sobu u kojoj Čarobnica proučava čarolije, kao i njezinu spavaću sobu. U epizodi Double Trouble, zli dvojnik He-Manovog prijatelja Koldara nailazi na prostoriju u kojoj se čuvaju tajne dvorca Siva Lubanja. Prostorija ima dvoja vrata, između kojih se nalazi Staratelj: iza jednih su tajne a iza drugih propast. Dvorac je okružen ponorom bez dna, koji služi i za obranu. Dok se princ Adam pretvara u He-Mana, ponorom teče moć Sive Lubanje, kao što vidimo u epizodi Into the Abyss, u kojoj Teela pada u ponor i prisustvuje ovom spektaklu. Ponor navodno vodi do središta Eternije.

## Serija iz 2002. godine
Svrha i povijest dvorca, kao i njegovi raznorazni dijelovi, opisani su s više potankosti u seriji He-Man i Gospodari svemira iz 2002. godine. Nekada davno, mramorne zidine Sive Lubanje bile su bijele, a dvorac središte kraljevstva kojim je vladao kralj Siva Lubanja, Adamov predak. Jahao je ogromnog zelenog lava s istim oklopom koji nosi Borbeni Mačak, nosio Mač Moći i poginuo braneći svoje kraljevstvo i Eterniju od Hordaka. Na samrti, Siva Lubanja je prebacio svoju moć u Mač Moći, iz kojeg je He-Man dobiva. Poslije smrti Sive Lubanje, dvorac je zapostavljen i s vremenom pada u zaborav. Samo nekoliko ljudi zna o njegovoj svrsi i tajnama. Najvažnija od njih je ogromna Kristalna odaja, u koju se ulazi kroz tajna vrata u podu jedne prostorije. U Kristalnoj odaji se čuva Sfera moći, koja sadrži ukupnu moć Predakâ. Prije nego što ga je Čarobnica predala princu Adamu, u toj odaji je bio pohranjen i Mač moći. U dvorcu također nalazimo prijestolnicu, veliku knjižnicu, sobu s ogromnim, tajanstvenim zrcalom kojim je moguće promatrati prošlost i sadašnjost, podzemni koloseum, tajnu odaju posvećenu kralju Sivoj Lubanji, prostor iza „očnih šupljina“ dvorca i brojne hodnike u kojima iluzije pometaju uljeze.

## Igrani film
U igranom filmu Gospodari svemira iz 1987. godine, Skeletorovi zli ratnici su osvojili dvorac Siva Lubanja. Skeletor korača prema prijestolju, blizu kojeg je Čarobnica zarobljena u energetskom polju što polako prenosi njezinu moć na Skeletora. Dvorac je Skeletorova baza tokom filma. U Sivoj Lubanji se nalazi veliki kružni prolaz pod nazivom Veliko Oko Galaktike, koji se otvara samo kada je Eternijin mjesec u zenitu i koje daje božansku moć onome što stoji pred njim. Završna bitka između He-Mana (Dolph Lundgren) i Skeletora (Frank Langella) odvila se unutar dvorca Sive Lubanje.

## Gospodari svemira: Otkriće
U Netflixovoj animiranoj seriji Gospodari svemira: Otkriće objavljenoj 2021. godine, koja predstavlja kontinuitet originalne serije iz 1980-ih, dvorac Siva Lubanja prikazan je na sličan način, ali uz pojedine izmjene, poput kamenih lukova kraj mosta ispred dvorca koji nedostaju. Bitna razlika je što je u ovoj seriji dvorac Siva Lubanja zapravo Dvorana mudrosti koja je sakrivena pomoću magije pod krinkom dvorca Siva Lubanja, dok se u serijalu He-Man i Gospodari svemira iz 2002. godine radilo o dvije različite građevine.
Unutrašnjost dvorca je blještavija, a prijestolna dvorana nalazi se odmah po ulazu u dvorac, dok se u seriji iz 2002. godine ona nalazila nakon dugog i uznemirujućeg hodnika ukrašenog vodorigama. Kao i u mini stripovima i drugim animiranim serijama, ispod prve razine dvorca nalaze se tamnice i brojni hodnici.